# 1929 w sztukach plastycznych
Wydarzenia w sztukach plastycznych i wizualnych w 1929 roku.

## Wydarzenia
- Otwarcie MoMA w Nowym Jorku[1]
- James Ensor po raz pierwszy wystawia publicznie swój obraz Wjazd Chrystusa do Brukseli (1888)[2]
- W Melbourne odbyła się pierwsza większa wystawa sztuki Aborygenów[3]

## Malarstwo

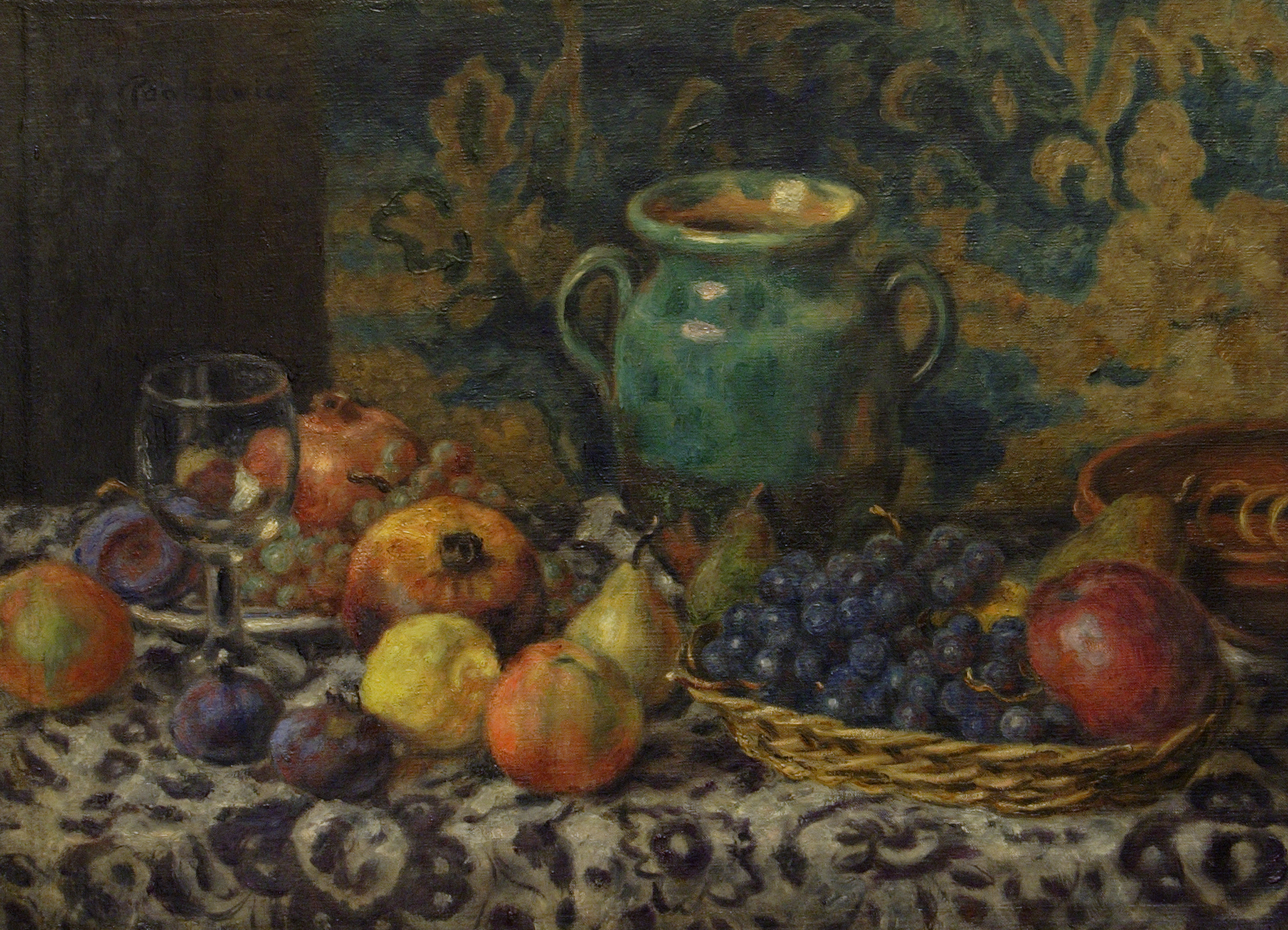
Józef Pankiewicz, Martwa natura z zielonym dzbanem

- Salvador Dalí

Ponura zabawa
Portret Paula Eluarda
Wielki masturbator – 110x150 cm
Zagadka pożądania – moja matka, moja matka, moja matka
Akomodacje pożądania
Niewidzialny mężczyzna
- Marc Chagall

Kogut – olej na płótnie
- Edward Hopper

Zachód słońca nad torami – olej na płótnie
Chop Suey – olej na płótnie
- Józef Pankiewicz

Martwa natura z zielonym dzbanem, olej na płótnie, 46,5×61,5 cm

## Rysunek
- Stanisław Ignacy Witkiewicz

Portret Neny Stachurskiej (dwa) – pastele na papierze, 65,5x90 cm i 65x50 cm
Portret Stefana Glassa – pastel na papierze, 64x48 cm
Portret Maryli Nawrockiej – pastel na papierze, 64x47 cm
Portret podwójny Stefana Glassa i Heleny Białynickiej-Birula – pastel na papierze, 50x66 cm

## Urodzeni
- 9 lutego – Howard Kanovitz (zm. 2009), amerykański malarz, fotorealista
- 5 kwietnia – Hugo Claus (zm. 2008), flamandzki pisarz i malarz
- 6 kwietnia – Stefan Wojnecki – polski fotograf i teoretyk fotografii
- 18 maja – Hałyna Sewruk (zm. 2022), ukraińska rzeźbiarka
- 19 czerwca – Zbigniew Jan Krygowski (zm. 2003), polski architekt
- 8 sierpnia – Josef Mikl (zm. 2008), austriacki malarz
- Ludmiła Popiel (zm. 1988), polska artystka awangardowa